# Edmund Zalewski

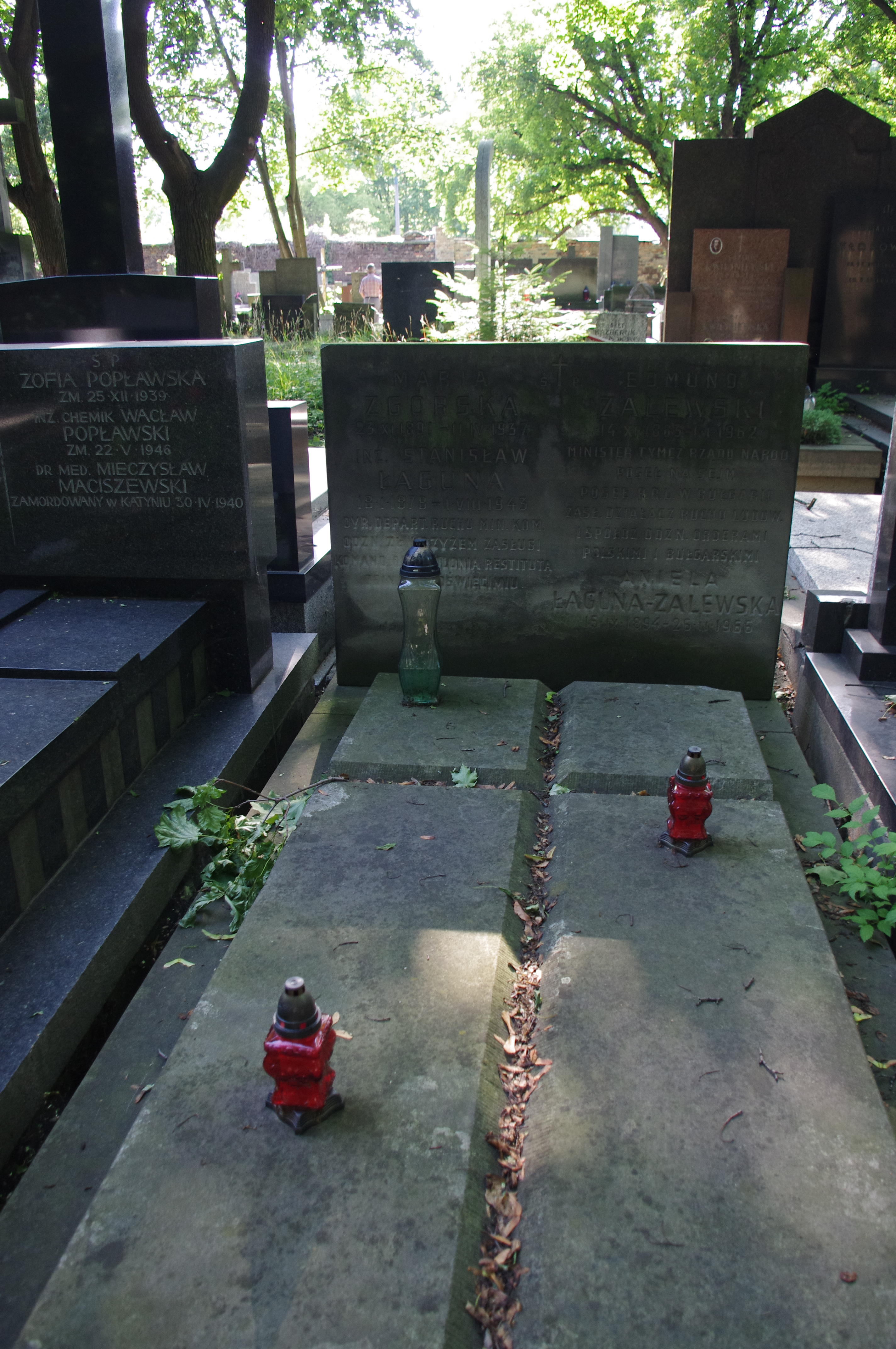
Grób ministra Edmunda Zalewskiego na Starych Powązkach w Warszawie

Edmund Zalewski (ur. 14 listopada 1883 w Pułtusku, zm. 1 stycznia 1962 w Warszawie) – polski działacz spółdzielczy i polityk.

## Życiorys
Urodził się w pułtuskiej mieszczańskiej rodzinie Andrzeja (1837–1908) i Ludwiki z Henrykowskich (1848–1907). Studiował w Szkole Wawelberga i Rotwanda w Warszawie, następnie odbył studia malarskie m.in. w Warszawie, Paryżu i Moskwie.
W okresie I wojny związał się z ruchem spółdzielczym. Był członkiem PPS–Frakcji Rewolucyjnej, następnie PSL „Wyzwolenie”, od 1931 Stronnictwa Ludowego, a od 1949 należał do ZSL. Podczas wojny od 1942 był w Batalionach Chłopskich.
W latach 1944–1947 był posłem do Krajowej Rady Narodowej. Od 31 grudnia 1944 do 2 maja 1945 był ministrem sprawiedliwości, a następnie – do 28 czerwca 1945 – ministrem kultury i sztuki w rządzie Edwarda Osóbki-Morawskiego. W latach 1945–1948 był posłem RP w Bułgarii.
Pochowany jest na cmentarzu Powązkowskim w Warszawie (kwatera 315-3-3).

## Odznaczenia
- Medal za Warszawę 1939–1945 (17 stycznia 1946)[2]
- Medal 10-lecia Polski Ludowej (23 lutego 1955)[3]
- Krzyż Komandorski z Gwiazdą Orderu Narodowego Zasługi (Bułgaria, 1946)[4]